# Walter Morbitzer
Walter Morbitzer (* 20. Jahrhundert) ist ein deutscher Schauspieler, Dramaturg und Theaterleiter.

## Leben
Morbitzer wirkte nach dem Zweiten Weltkrieg als Theaterschauspieler an verschiedenen Bühnen in Frankfurt am Main.
Ab der Spielzeit 1950/51 gehörte er, zunächst mit unregelmäßigen Verpflichtungen, zum Ensemble des von Fritz Rémond jr. geleiteten „Kleinen Theaters im Zoo“ in Frankfurt am Main. 1955 trat er dort, mit Giselle Vesco und Josef Wageck als Partnern, als Herr Tittori in der Groteske Der Hund im Hirn von Curt Goetz auf; die Inszenierung von Fritz Rémond jr. wurde unter der Regie von Fritz Umgelter auch für das Fernsehen aufgezeichnet und im August 1955 im Hessischen Rundfunk gesendet. 1955 übernahm er dort auch die Rolle des Brécourt in der Theaterproduktion Molière spielt in Versailles mit drei Stücken von Molière; auch diese Inszenierung wurde, wieder unter der Regie von Fritz Umgelter, für das Fernsehen aufgezeichnet und im Dezember 1955 im Hessischen Rundfunk gesendet.
In der Spielzeit 1957/58 war er am „Kleinen Theater im Zoo“ als Schauspieler und „Spielleiter des Schauspiels“ engagiert. Ab der Spielzeit 1958/59 war er bis zum Ende der Spielzeit 1965/66 als Verwaltungsdirektor und Schauspieler am „Kleinen Theater im Zoo“ verpflichtet. Im März 1965 wirkte er am „Kleinen Theater im Zoo“, gemeinsam mit Martha Marbo und Heinz Pielbusch, in den Aufführungen von Das Stegreifspiel von Versailles und Herr von Pourceaugnac mit. Im Oktober 1965 stand er am „Kleinen Theater im Zoo“ in der deutschsprachigen Erstaufführung des modernen amerikanischen Theaterstücks Telemachos Clay von Lewis John Carlino (1932–2020) auf der Bühne, wo unter anderem Liesel Christ und Lotte Barthel seine Partnerinnen waren. 1965 spielte er am „Kleinen Theater im Zoo“ gemeinsam mit Fritz Rémond, Lotte Barthel, Anna Teluren und Martha Marbo auch in der Salonkomödie Sein letztes Testament von Sacha Guitry; diese Inszenierung wurde auch für das Fernsehen aufgezeichnet.
Ab der Spielzeit 1966/67 wechselte er an die Frankfurter Boulevardbühne „Die Komödie“, wo er zunächst als stv. Direktor und Schauspieler, ab der Spielzeit 1967/68 bis zum Ende der Spielzeit 1971/72 als Direktor und Schauspieler wirkte.
1972 spielte er am Stadttheater Mainz den Charley, den Freund und Nachbarn der Titelrolle, in Arthur Millers Schauspiel Tod eines Handlungsreisenden in einer Inszenierung von Hans Schweikart; seine Partner waren Horst Tappert, Jochen Busse und Marilene von Bethmann.
Morbitzer arbeitete auch häufig als Sprecher für Hörspiele. 1962 wirkte er beim Hessischen Rundfunk unter der Regie von Willy Trenk-Trebitsch in einer Hörspielfassung von Arthur Schnitzlers Erzählung Spiel im Morgengrauen in der Rolle des Oberleutnant Wimmer mit. 1964 übernahm er den Prokop in einer Hörspielfassung des Romans Der Golem beim Westdeutschen Rundfunk. Er war 1969 als Sprecher in dem Kriminalhörspiel Indizien und ein Mord von Hans Kasper beteiligt. 1969 übernahm er auch die Rolle des Sekretärs in einer Hörspielfassung des Romans Die Pickwickier, die vom Hessischen Rundfunk und vom Westdeutschen Rundfunk produziert wurde. 1982 und 1983 war er in mehreren Folgen der Prager Geschichten von Jaroslav Hašek zu hören (Wie man einen Orden bekommt und Wie man Hamster bekämpft, beide 1982; Wie man Rekorde bricht, 1983). außerdem sprach er den Raben Roderich in dem Kinderhörspiel Kritzel-Kratzel will zum Mond.
Morbitzer war in den 1960er und 1970er Jahren gelegentlich auch in Film- und Fernsehrollen zu sehen. Mehrfach wirkte er in Fernsehinszenierungen von Theaterstücken mit, so als Syndikus in Die Irre von Chaillot (1960, mit Hermine Körner und Anita Mey) und als alternder Butler Josuah in der Komödie Einladung ins Schloß von Jean Anouilh (1961). 1963 war er in der Fernsehserie Die Firma Hesselbach in der Folge Die Erpressung (Folge 38) als Kommissar Dr. Schuss zu sehen. 1976 übernahm er eine kleine Rolle in der Tatort-Episode Zwei Flugkarten nach Rio. 1977 wirkte er in dem Fernsehmehrteiler Jauche und Levkojen mit.
1960 wirkte er beim Hessischen Rundfunk in dem „Krimi mit Musik“ Heute letzter Tag – Ein Abend im „Eldorado“ als Arzt Dr. Plonz mit. Im Oktober 1968 und im Juli 1987 war Morbitzer auch in der ARD-Samstagabendshow Einer wird gewinnen als Schauspieler zu sehen.
Morbitzer arbeitete auch als Regisseur und Dramaturg. Anfang der 1970er Jahre gehörte er zum Leitungsteam des Privattheaters Die Komödie in Frankfurt am Main.

## Filmografie
- 1955: Molière spielt in Versailles (Fernsehinszenierung)
- 1960: Die Irre von Chaillot (Fernsehinszenierung)
- 1961: Einladung ins Schloß (Fernsehinszenierung)
- 1962: So war Mama
- 1962: Tevya und seine Töchter
- 1963: Die Firma Hesselbach
- 1965: Sein letztes Testament (Fernsehinszenierung)
- 1965: Die Hose (Fernsehinszenierung)
- 1976: Tatort – Zwei Flugkarten nach Rio
- 1977: Jauche und Levkojen